# Coppa araba 1963
La Coppa araba 1963 (كأس العرب 1963) fu la prima edizione della Coppa araba, competizione calcistica per nazionali organizzata dalla UAFA. 
La competizione si svolse in Libano dal 31 marzo al 7 aprile 1963 e vide la partecipazione di 5 squadre: Giordania, Kuwait, Libano, Siria e Tunisia. Tutti gli incontri si tennero allo stadio Città dello sport Camille Chamoun di Beirut..

## Formula
- Qualificazioni

Nessuna fase di qualificazione. Le squadre sono qualificate direttamente alla fase finale.
- Fase finale

Girone unico - 5 squadre: giocano partite di sola andata. La prima classificata si laurea campione UAFA.

## Squadre partecipanti
| Pr. | Squadra   | Data di qualificazione certa | Partecipante in quanto                                         | Partecipazioni precedenti al torneo | Ultima presenza |
| --- | --------- | ---------------------------- | -------------------------------------------------------------- | ----------------------------------- | --------------- |
| 1   | Libano    | -                            | Rappresentativa della nazione organizzatrice della fase finale | -                                   | Esordiente      |
| 2   | Giordania | -                            | Qualificata di diritto                                         | -                                   | Esordiente      |
| 3   | Kuwait    | -                            | Qualificata di diritto                                         | -                                   | Esordiente      |
| 4   | Siria     | -                            | Qualificata di diritto                                         | -                                   | Esordiente      |
| 5   | Tunisia   | -                            | Qualificata di diritto                                         | -                                   | Esordiente      |

Nella sezione "partecipazioni precedenti al torneo", le date in grassetto indicano che la nazione ha vinto quella edizione del torneo, mentre le date in corsivo indicano la nazione ospitante.

## Fase finale

### Girone unico
| Beirut 31 marzo 1963 | Siria | 4 – 0 | Giordania | Stadio Città dello sport Camille Chamoun |

| Beirut 31 marzo 1963 | Libano | 6 – 0 | Kuwait | Stadio Città dello sport Camille Chamoun |

| Beirut 2 aprile 1963 | Kuwait | 4 – 0 | Giordania | Stadio Città dello sport Camille Chamoun |

| Beirut 2 aprile 1963 | Tunisia | 1 – 0 | Siria | Stadio Città dello sport Camille Chamoun |

| Beirut 4 aprile 1963 | Libano | 2 – 3 | Siria | Stadio Città dello sport Camille Chamoun |

| Beirut 4 aprile 1963 | Tunisia | 4 – 0 | Giordania | Stadio Città dello sport Camille Chamoun |

| Beirut 6 aprile 1963 | Tunisia | 5 – 1 | Kuwait | Stadio Città dello sport Camille Chamoun |

| Beirut 6 aprile 1963 | Libano | 5 – 0 | Giordania | Stadio Città dello sport Camille Chamoun |

| Beirut 7 aprile 1963 | Siria | 4 – 0 | Kuwait | Stadio Città dello sport Camille Chamoun |

| Beirut 7 aprile 1963 | Libano | 0 – 1 | Tunisia | Stadio Città dello sport Camille Chamoun |

| Pos | Squadra   | P.ti | G | V | N | P | GF | GS | DR  |
| --- | --------- | ---- | - | - | - | - | -- | -- | --- |
| 1   | Tunisia   | 8    | 4 | 4 | 0 | 0 | 11 | 1  | +10 |
| 2   | Siria     | 6    | 4 | 3 | 0 | 1 | 11 | 3  | +8  |
| 3   | Libano    | 4    | 4 | 2 | 0 | 2 | 13 | 4  | +9  |
| 4   | Kuwait    | 2    | 4 | 1 | 0 | 3 | 5  | 15 | -10 |
| 5   | Giordania | 0    | 4 | 0 | 0 | 4 | 0  | 17 | -17 |